# Кудрявцев, Виктор Павлович
Ви́ктор Па́влович Кудря́вцев (13 января 1951, Москва — 18 апреля 2025, Москва) — советский и российский цирковой артист, дрессировщик и режиссёр. Народный артист Российской Федерации (2007).

## Биография
Родился 13 января 1951 года в Москве.
С детства занимался гимнастикой. Учился в Государственном училище циркового и эстрадного искусства. После его окончания работал гимнастом в коллективе Михаила Румянцева. В 1979 году во время представления упал и получил перелом шейного отдела позвоночника. Работал в Союзгосцирке на административной должности. Окончил ГИТИС и вернулся в цирк в качестве дрессировщика.
Впервые вышел на манеж Старого московского цирка в 1962 году, ещё будучи студентом циркового училища.
В 1988 году был приглашён в Московский цирк Никулина на Цветном бульваре, где работал вместе со своей супругой, заслуженной артисткой России Ольгой Кудрявцевой.
Являлся режиссёром-постановщиком и дрессировщиком. В основном занимался дрессировкой медведей.
В 1995 году присвоено почётное звание заслуженный артист Российской Федерации, в 2007 году — народный артист Российской Федерации.
Жена — заслуженная артистка России Ольга Кудрявцева, дрессировщица, работала вместе с мужем. Дочь Наталья Кудрявцева.
Скончался 18 апреля 2025 года на 75-м году жизни в Москве из-за онкологического заболевания, с которым боролся долгие годы. Похоронен на Троекуровском кладбище.

## Звания
- Народный артист Российской Федерации (21 марта 2007) — за большие заслуги в области искусства[4].
- Заслуженный артист Российской Федерации (5 августа 1995) — за заслуги в области искусства[7].